# In the Court of the Crimson King
In the Court of the Crimson King ist das Debütalbum der britischen Rockband King Crimson. Es erschien im Oktober 1969 und gilt als stilprägend für den später sogenannten Progressive Rock der 1970er Jahre. Die Komposition unterschied sich wesentlich vom musikalischen Mainstream der damaligen Zeit. Das Album zeichnet sich durch häufigen Mellotron-Einsatz, lange und virtuose Instrumentalteile, rhythmische und harmonische Komplexität sowie surreale Texte aus.

## Entstehung
Die Stücke des Albums entstanden während der Bandproben und waren bereits vor seiner Veröffentlichung mehrfach live gespielt worden. I Talk to the Wind wurde von Robert Fripps und Michael Giles’ Vorgängerband Giles, Giles & Fripp übernommen. An der Entstehung der anderen Songs waren meist alle Bandmitglieder beteiligt.
Am 12. Juni begannen die Aufnahmesitzungen mit 21st Century Schizoid Man. Die Backing Tracks entstanden am selben Tag, am nächsten Tag nahm McDonald sein Solo auf. Am 14. Juni arbeitete man an I Talk to the Wind, in den nächsten Tagen an Epitaph. Die Sessions wurden schon am 19. Juni abgebrochen, weil die Band unzufrieden mit der Richtung war, in die Tony Clarke gehen wollte.
Nach einer Unterbrechung von drei Wochen unternahm man einen letzten Versuch mit Clarke und nahm die Arbeiten am 7. Juli wieder auf. Vier Tage lang konzentrierte sich die Band auf Epitaph. Doch erneut wurden die Sessions abgebrochen: Tony Clarke hatte versucht, King Crimson den „Moody-Blues-Sound“ zu verpassen, der sich zuvor bereits als sehr erfolgreich erwiesen hatte. Doch die Band wollte ihr eigenes Klangbild entwickeln. Sie trennte sich daraufhin von Clarke und der Plattenfirma Decca. Enthoven und Gaydon mussten in der Folge die Band selbst finanzieren, konnten jedoch bald einen Vertrag mit Island Records abschließen. Daraufhin wurden die Arbeiten in den Wessex Studios wieder aufgenommen.
Ab 21. Juli wurde das titelgebende The Court of the Crimson King fertiggestellt. In den darauffolgenden Tagen nahm man das Mellotron und den Gesang auf. Am 29. Juli nahm sich die Band I Talk to the Wind vor, einen Tag später wandte man sich Epitaph zu. 21st Century Schizoid Man wurde vom ersten bis zum vierten August 1969 aufgenommen. Die Arbeiten daran wurden mit Fripps und McDonalds Soli abgeschlossen. Am 31. Juli wurden die Backing-Tracks für Moonchild aufgenommen. Wegen zu wenig Songmaterial beschloss man, die kurze Ballade durch eine Improvisation (damals ohnehin bereits ein wichtiger Teil von King-Crimson-Konzerten) auszubauen. Die Aufnahmen waren Ende August abgeschlossen.

## Veröffentlichung
Die Erstveröffentlichung von In the Court of the Crimson King erfolgte am 10. Oktober 1969 bei Island Records (Katalognummer: ILPS 9111). Das Album erschien weltweit bei verschiedenen Musiklabels, so unter anderem bei Atlantic Records in Nordamerika (Katalognummer: SD-8245), Columbia Records in Deutschland (Katalognummer: 1C 062-91 093), Philips in Australien (Katalognummer: PDS 348) oder auch Vertigo Records in Neuseeland (Katalognummer: ILPS 9111). Es erschien in seiner Originalausführung als LP und setzt sich aus fünf Titeln zusammen. Im Jahr 1983 erschien erstmals eine CD-Ausführung (Katalognummer: 786 485 2).

### 40th Anniversary Edition
2009 erschien im Rahmen der 40th Anniversary Series eine Box mit einer Audio-CD und einer DVD-Audio. Die Audio-CD enthält die Titel in einer überarbeiteten Stereoabmischung und die fünf Bonus-Titel Moonchild (Full Version), I Talk to the Wind (Duo Version), I Talk to the Wind (Alternate Mix), Epitaph (Backing Track) und Wind Session. Die Audio-DVD enthält alle Titel der Audio-CD im hochaufgelösten Stereoformat MLP Lossless Stereo (24-Bit/96 kHz) bzw. PCM Stereo 2.0 und im Mehrkanalformat DTS 5.1 bzw. MLP Lossless 5.1 Surround. Zusätzlich findet sich auf der DVD eine Abmischung des Albums von 2004 sowie eine als The Alternative Album bezeichnete Version. Für alle Überarbeitungen im Stereo- und Mehrkanalformat zeichnet Steven Wilson verantwortlich.

### The Complete 1969 Recordings
Im November 2020 erschien mit The Complete 1969 Recordings eine Zusammenstellung sämtlicher Aufnahmen aus dem Jahr 1969. Das Boxset umfasst 20 CDs, zwei DVDs und vier Blu-ray Discs. Enthalten sind neben neuer Remaster auch eine Dolby-Atmos-Abmischung des Albums durch Steven Wilson sowie umfangreiches Bonusmaterial und Konzert-Mitschnitte.

## Musik

### 21st Century Schizoid Man

21st Century Schizoid Man bewegt sich im Bereich zwischen Hard Rock und Jazz. Zunächst dominieren ein E-Gitarren-Riff (Hörbeispielⓘ), verzerrte Gitarrensounds und aggressiver, ebenfalls verzerrter Gesang. Später geht der Song in rasante Unisono-Läufe (Hörbeispielⓘ) über, die dem Bebop entlehnt sind. Die Stilwechsel, die rhythmischen Brüche (in weiten Teilen wechseln 4/4-, 3/4-, 2/4-, 12/8- und 6/8-Takte) und die enorme Dynamik des Stückes waren zu dieser Zeit eine Ausnahmeerscheinung.
Der Einstiegsriff zu 21st Century Schizoid Man stammt von Greg Lake, die Erweiterung um die chromatische Tonfolge F, F# und G von Ian McDonald, der Riff am Beginn des instrumentalen Mittelteils geht auf eine Idee Fripps zurück, und Michael Giles ist für den Unisonoteil verantwortlich. Der Text wurde von Peter Sinfield verfasst. Die Bebop-artige Phrase am Beginn des instrumentalen Mittelteils stammt aus Ian McDonalds Tagen in einer Big Band der britischen Armee. Er hatte sie ursprünglich als Teil eines Stückes namens Three Score and Four für diese Band geschrieben, das jedoch nie gespielt worden war. McDonalds Solo über dem 12/8-Takt bricht abrupt ab, weil diese Tonspur der 8-Spur-Anlage im Anschluss für Robert Fripps Gitarre benötigt wurde.

### I Talk to the Wind
I Talk to the Wind fungiert als idyllisches Zwischenspiel zwischen dem frenetischen 21st Century Schizoid Man und dem hymnischen Abschluss der ersten Albumseite, Epitaph. Es ist das einzige Stück auf In the Court of the Crimson King, das nicht vollständig in Moll gehalten ist. McDonalds Flötensolo auf I Talk to the Wind wurde aus zwei verschiedenen Aufnahmen zusammengeschnitten. Der Schnitt ist bei 5:23 min. zu hören.

### Epitaph
Das hymnische Epitaph wird durch die Mollakkorde des Mellotrons dominiert. Im Text herrschen düstere Zukunftsvisionen vor, die durch den Verlust alter Wahrheiten und moralischer Anleitung aktuellen Wissens bestimmt sind. Die Hoffnungslosigkeit wird durch die achtzehnfache Wiederholung einer VI-v-Progression in e-Moll im Schlussteil Tomorrow and Tomorrow unterstrichen.
Epitaph wuchs seit Winter 1968/69 durch Beiträge verschiedener Bandmitglieder nach und nach an. Die Melodie stammt wohl von Lake, Tomorrow and Tomorrow geht auf eine Bandprobe am 27. Mai 1969 zurück. Erst am 6. Juni, als McDonald die Noten für Epitaph und Cadence and Cascade festhielt, scheint das Stück in seiner endgültigen Fassung vorgelegen zu haben.

### Moonchild
Die Ballade Moonchild beruht auf einfachen, reinen Dreiklängen, gängigen Akkordfolgen und Kadenzen. In dem Stück steht dabei der Moll-Septnonakkord im Vordergrund. Der größte Teil des über 12-minütigen Stückes wird von einer langen Improvisation eingenommen, mit der Fripp mittlerweile derart unzufrieden ist, dass er mehrfach geäußert hat, man hätte den Song um die Hälfte kürzen sollen.  Für das Box-Set Frame by Frame (1991) hat er den improvisierten Teil herausgenommen.
Moonchild war im Februar im Keller des Fulham Palace Cafés entstanden. Die Melodie geht auf eine Zusammenarbeit von Fripp und McDonald zurück. Der dumpfe Schlagzeugklang wurde dadurch erreicht, dass Michael Giles seine Instrumente mit Handtüchern abdeckte. Bei 9:50 min. baute Fripp eine kurze Passage aus dem Oklahoma!-Stück Surrey with a Fringe on Top ein.

### The Court of the Crimson King
The Court of the Crimson King beruht ebenfalls auf einfachen, reinen Dreiklängen, gängigen Akkordfolgen und Kadenzen. Der Text stammte aus einem völlig anderen Stück, das Peter Sinfield 1968 geschrieben hatte. McDonald arbeitete seit dem 4. Februar an einer neuen Melodie für den Text. Eine kurze Phrase in McDonalds Flötensolo bei 5:11 min. geht auf Rimski-Korsakows Scheherazade zurück (Beginn des zweiten Satzes).

## Artwork
Das Albumcover zeigt ein verzerrtes schreiendes Gesicht mit weit aufgerissenen Augen und Mund in Großaufnahme. Auf der Innenseite des Klappcovers sind ein freundlicheres Gesicht und zwei Hände, deren Gestik eine rege Unterhaltung abzubilden scheint, zu sehen. Die Aquarelle wurden von Barry Godber gemalt, einem Freund von Peter Sinfield aus dessen Tagen am Chelsea Art College.

## Titelliste
Bis auf die gekennzeichneten Ausnahmen stammen alle Kompositionen aus der Feder von Robert Fripp, Ian McDonald, Greg Lake, Michael Giles und Peter Sinfield (Texte).
Seite A:
1. 21st Century Schizoid Man – 7:20
inklusive Mirrors
2. I Talk to the Wind (McDonald/Sinfield) – 6:05
3. Epitaph – 8:47
inklusive March for No Reason und Tomorrow and Tomorrow
Seite B:
4. Moonchild – 12:11
inklusive The Dream und The Illusion
5. The Court of the Crimson King (McDonald/Sinfield) – 9:22
inklusive The Return of the Fire Witch und The Dance of the Puppets

## Rezeption
Zusammen mit frühen Alben der Bands The Nice, Procol Harum und The Moody Blues ist In the Court of the Crimson King oft als erstes Progressive-Rock-Album bezeichnet worden. Viele Bands haben sich an diesem Album orientiert, darunter Genesis, die sich das Cover in ihrem Proberaum an die Wand gepinnt hatten.
Das Musikmagazin eclipsed wählte das Album auf den 2. Platz seiner Liste der 150 wichtigsten Prog-Alben. Im Juli 2010 listete die britische Musikzeitschrift Classic Rock das Album als eines der 50 Musikalben, die den Progressive Rock prägten. Im Juni 2015 wählte Rolling Stone das Debütalbum auf Platz 2 der 50 besten Progressive-Rock-Alben aller Zeiten.
Pitchfork führt In the Court of the Crimson King auf Platz 56 der 200 besten Alben der 1960er Jahre. Das Album wurde in die 1001 Albums You Must Hear Before You Die aufgenommen.

## Kommerzieller Erfolg

### Chartplatzierungen
In the Court of the Crimson King erreichte die deutschen Charts erstmals nach einer Wiederveröffentlichung im Jahr 2022.
| ChartsChartplatzierungen       | Höchstplatzierung | Wochen |
| ------------------------------ | ----------------- | ------ |
| Deutschland (GfK)              | 73 (1 Wo.)        | 1      |
| Vereinigte Staaten (Billboard) | 28 (25 Wo.)       | 25     |
| Vereinigtes Königreich (OCC)   | 5 (18 Wo.)        | 18     |

### Auszeichnungen für Musikverkäufe
| Land/Region                  | Auszeichnungen für Musikverkäufe (Land/Region, Auszeichnung, Verkäufe) | Verkäufe |
| ---------------------------- | ---------------------------------------------------------------------- | -------- |
| Frankreich (SNEP)            | Gold                                                                   | 100.000  |
| Italien (FIMI)               | Gold                                                                   | 25.000   |
| Kanada (MC)                  | Platin                                                                 | 100.000  |
| Vereinigte Staaten (RIAA)    | Gold                                                                   | 500.000  |
| Vereinigtes Königreich (BPI) | Gold                                                                   | 100.000  |
| Insgesamt                    | 4× Gold · 1× Platin ·                                                  | 825.000  |